# 1674 au théâtre
| Années du théâtre : 1671 - 1672 - 1673 - 1674 - 1675 - 1676 - 1677    |
| Décennies du théâtre : 1640 - 1650 - 1660 - 1670 - 1680 - 1690 - 1700 |

## Événements
- 26 mars : inauguration à Londres du nouveau théâtre de Drury Lane, reconstruit et agrandi par l'architecte Christopher Wren après l'incendie de 1672 au théâtre, en présence du roi Charles II ; il peut accueillir  deux mille spectateurs[1].
- Samuel Chappuzeau publie Théâtre françois (Lyon, Michel Mayer), qui fournit de précieuses informations sur le théâtre et la vie des comédiens français en Europe au XVIIe siècle[2].
- Nicolas Boileau publie à Paris L'Art poétique ; le chant 3 est consacré aux grands genres du théâtre : tragédie, épopée, comédie, et résume aux vers 45-46 la règle des trois unités :

Qu'en un lieu, qu'en un jour, un seul fait accompli

Tienne jusqu'à la fin le théâtre rempli.

## Pièces de théâtre publiées
- Brécourt, L'Ombre de Molière, Paris, Claude Barbin, [8]-98 p. (En ligne sur Gallica)[3].
- Denis Clerselier dit Nanteuil, L'Héritier imaginaire. Comédie, Hanovre, Wolffgang Schwendiman, 1674, [8]-53 p.

## Pièces de théâtre représentées
- mars : The Amorous Old Woman, comédie de Thomas Duffet (en), Londres, par la King's Company au théâtre de Lincoln's Inn Fields.
- 18 août : Iphigénie, tragédie de Jean Racine, Orangerie du château de Versailles.
- novembre : Love And Revenge, tragédie d'Elkanah Settle (en), Londres, par la Duke's Company au Théâtre de Dorset Garden.
- 14 décembre : Suréna, général des Parthes, tragédie de Pierre Corneille, Paris, Hôtel de Bourgogne.

## Naissances
- 13 janvier : Prosper Jolyot de Crébillon, dit Crébillon père, dramaturge français, mort le 17 juin 1762.
- 26 janvier : Samuel Tuke, officier anglais et dramaturge, né vers 1615.
- 20 juin : Nicholas Rowe, dramaturge et poète anglais, mort le 6 décembre 1718.
- 24 octobre : Louis Fuzelier, auteur dramatique, librettiste et chansonnier français, mort le 19 septembre 1752.
- Date précise non connue : 
  - Ambrose Philips, poète anglais, auteur d'une tragédie, mort le 18 juin 1749
  - Élisabeth Françoise Clavel, dite Mademoiselle Fonpré, actrice française, sociétaire de la Comédie-Française, morte le 3 décembre 1719.

## Décès
- 26 janvier : Samuel Tuke, officier anglais et dramaturge, né vers 1615.